# Saint-Génis-des-Fontaines
Saint-Génis-des-Fontaines (på Catalansk: Sant Genís de Fontanes) er en by og kommune i departementet Pyrénées-Orientales i Sydfrankrig. Saint-Génis-des-Fontaines ligger i det gamle landskab Roussillon, som er den franske del af Catalonien.
Saint-Génis-des-Fontaines er vokset op omkring klosteret af samme navn.

## Geografi
Saint-Génis-des-Fontaines ligger på Roussillons store sletteområde. Overalt fra kommunen er der dog udsigt til Les Albères, som er en del af Pyrenæerne.
Mod nord ligger Brouilla, mod øst Saint-André, mod syd Laroque-des-Albères og mod vest le Boulou.

## Historie
Klosteret Saint-Génis er formentligt grundlagt i det 8. århundrede, men det nævnes første gang i 819.
Klosteret blev tilknyttet Cluny i 1080 og i 1507 Montserrat.
Under den franske revolution blev munkene fordrevet og klosteret solgt.

## Demografi

### Udvikling i folketal
| 1962                                                              | 1968  | 1975  | 1982  | 1990  | 1999  | 2006  | 2012  | 2017  |
| ----------------------------------------------------------------- | ----- | ----- | ----- | ----- | ----- | ----- | ----- | ----- |
| 929                                                               | 1.051 | 1.107 | 1.298 | 1.744 | 2.419 | 2.950 | 2.748 | 2.826 |
| Tal fra og med 1962 er uden dobbelttælling (sans doubles comptes) |       |       |       |       |       |       |       |       |